# Cafeteira napolitana

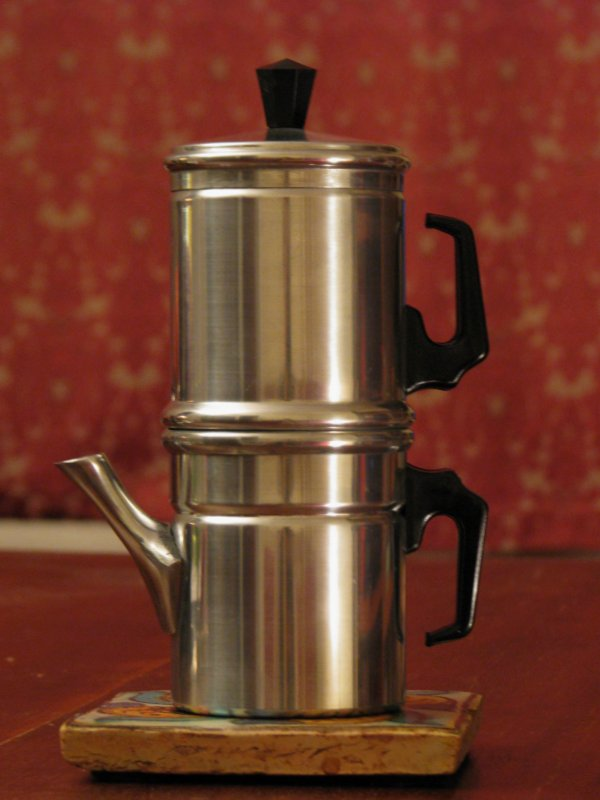
Um bule de café napolitano típico. O pote já foi "virado". Não há abertura naquela extremidade do pote; uma tampa foi colocada lá para armazenamento

A Cafetière Morize ou cafeteira napolitana é uma cafeteira por gotejamento para o fogão inventada em Paris, França que era muito popular na Itália até o século passado. Ao contrário de uma moka express, uma napoletana não usa a pressão do vapor para forçar a água através do café, contando com a gravidade.

## História
A napoletana foi inventada em 1819 por um francês chamado Jean-Louis Morize. Foi originalmente construído em cobre, até 1886, quando o material foi trocado por alumínio. A razão para levar o nome da cidade de Nápoles deve-se ao fato de Morize estar apaixonado por uma garota napolitana. O cucumella homônimo deriva de cuccuma, que significa "vaso de cobre ou terracota".

## Estrutura e uso
Consiste em uma seção inferior cheia de água, uma seção de filtro no meio cheia de café finamente moído e um pote de cabeça para baixo colocado na parte superior. Quando a água ferve, toda a cafeteira de três partes é virada para permitir que a água seja filtrada pelos grãos de café. Uma vez que a água tenha pingado através do pó, as seções de fervura e filtro são removidas e o café é servido do bule restante. Se forem usados grãos grossos, o café é preparado de forma bastante suave. Utilizando café moído muito finamente no estilo "napolitano", torrado de cor "manto de monge", este método pode produzir um café com sabor mais forte do que uma cafeteira automática por gotejamento.

## Cuppetiello
O cuppetiello é um cone pequeno com papel (que é usado de outras maneiras em Nápoles, como segurar comida) que passa por cima do bico. É usado para preservar o sabor do café enquanto ele pinga no tanque, o que pode levar até dez minutos ou mais. Para fazer um cuppetiello, um pequeno pedaço de papel é dobrado para criar uma forma de cone. Eduardo de Filippo oferece uma descrição do cuppetiello e da importância do café em Nápoles.

## Designs clássicos
O italiano Riccardo Dalisi redesenhou este clássico para a Alessi. Ele começou sua pesquisa em 1979 e ganhou atenção internacional quando seu projeto entrou em produção em 1987. Como voltaram a ganhar popularidade, a Ilsa agora também os fabrica em aço inoxidável.